# Campionato CanAm
La Canadian-American Challenge Cup, meglio conosciuta come serie Can-Am, era una competizione automobilistica per vetture sport che si svolse in Nord America, sotto l'egida del SCCA e del CASC, dal 1966 al 1974. La CanAm fu reintrodotta nel 1977, con regole completamente differenti e non ottenne il successo della serie originale.
La CanAm utilizzava le regole della FIA per le vetture di Gruppo 7, che lasciavano grande libertà ai progettisti per l'aerodinamica e i motori. Erano permesse le più ardite sperimentazioni e ne risultarono vetture con potenze oltre 1.000 CV (750 kW), con un effetto suolo efficiente, molto leggere e dalle velocità elevate.

## Piloti
I più importanti piloti della fine degli anni sessanta e dell'inizio degli anni settanta parteciparono alla competizione: Jim Hall, Mario Andretti, Dan Gurney, Denny Hulme, Mark Donohue, Chris Amon, Jack Brabham, Pedro Rodríguez, Peter Revson, Parnelli Jones, Jackie Stewart, Vic Elford, John Surtees, Bruce McLaren, Phil Hill e Masten Gregory.

## Tecnologia

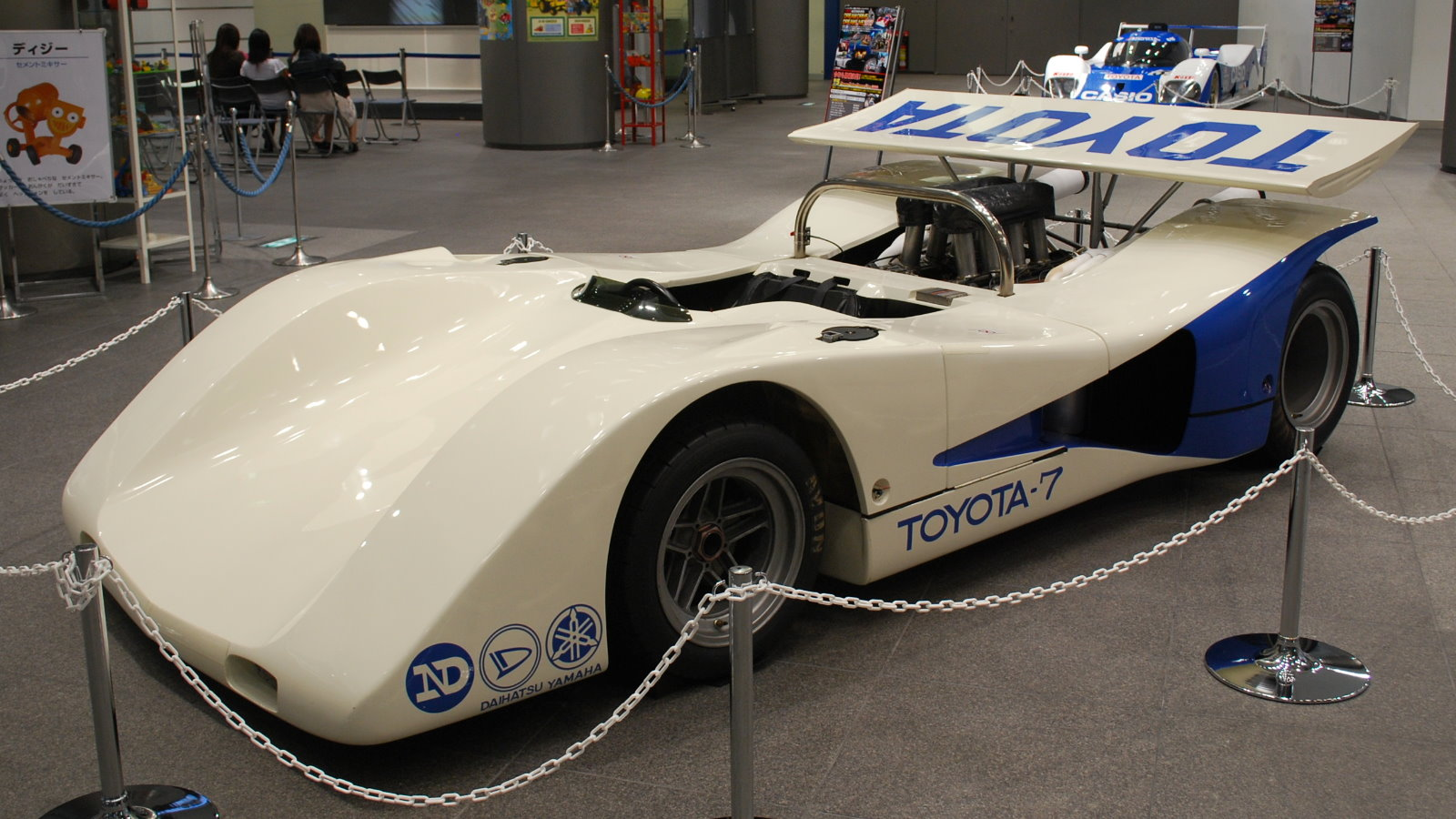
La Toyota 7 del 1970

La CanAm, grazie alle sue regole, diventò il terreno di prova delle tecnologie più innovative. Fu qui che vennero per la prima volta utilizzati motori turbo, ali per la deportanza e materiali utilizzati solo nell'industria aerospaziale quali il titanio.
Questa continua ricerca fu la causa della fine: i costi delle vetture divennero insostenibili ma, nel suo momento migliore, la CanAm rappresentò l'apice tecnologico delle competizioni.

## Costruttori

### Lola Racing Cars

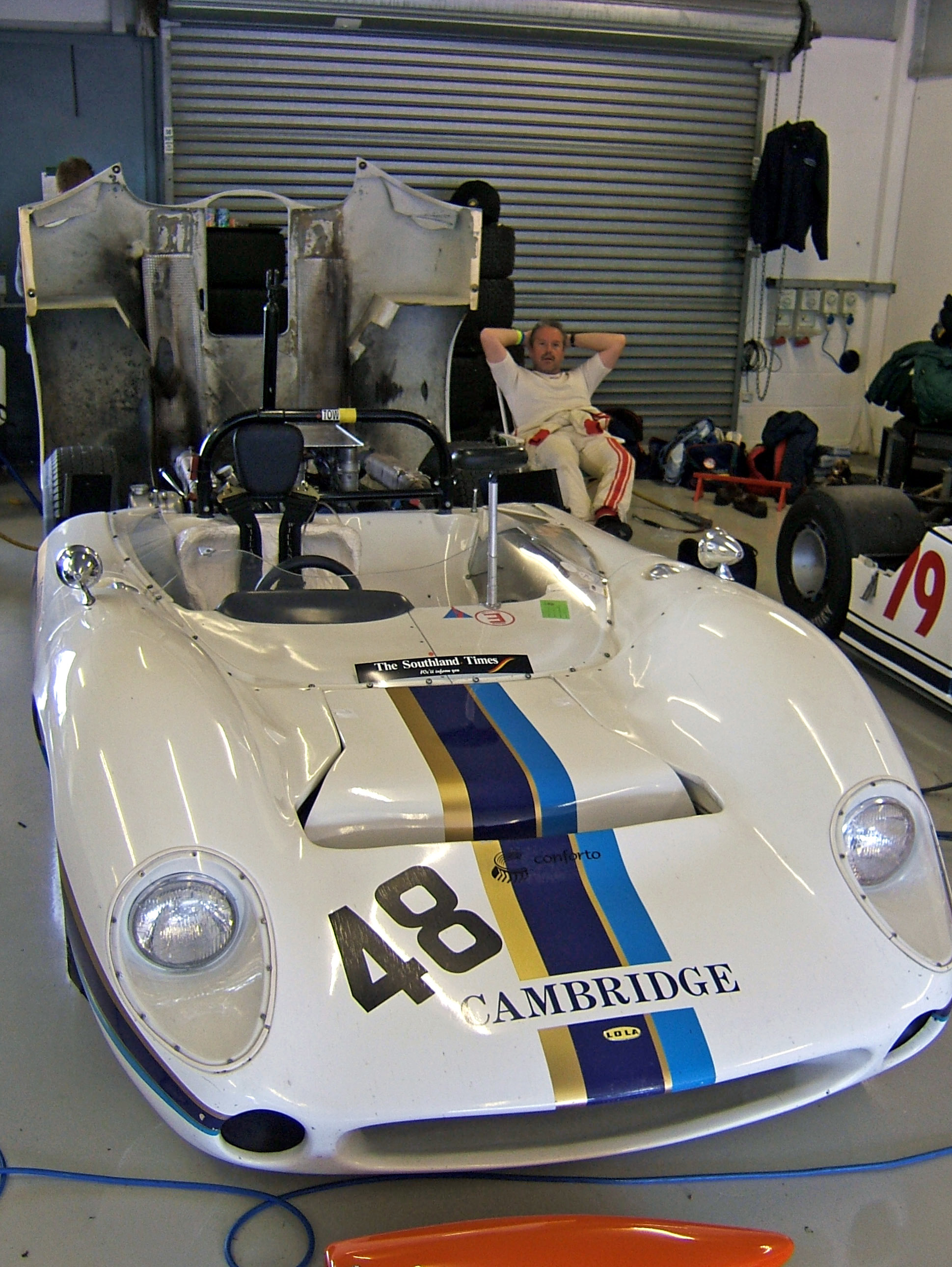
Un esemplare della Lola T70 Mk.II, modello con cui Surtees si aggiudicò il campionato CanAm 1966

L'esperienza maturata da Broadley nel 1963 a Le Mans con la Lola Mk VI GT, spinta dal grosso motore Ford Fairlane V8 e il successivo coinvolgimento nel progetto della Ford GT 40 diedero alla Casa le basi per poter produrre vetture prototipo di grossa cilindrata. Nel 1965 Broadley studiò le gare nordamericane: il Campionato CanAm si disputava con automobili del Gruppo 7, un raggruppamento che imponeva alle vetture la sola regola della carrozzeria barchetta e che con l'arrivo della tecnologia del motore centrale apriva le porte ai costruttori più importanti; le piccole officine artigiane non avevano la necessaria esperienza e sparirono presto. La Lola immise sul mercato la sua T70, dopo che già la McLaren aveva proposto ai team la sua M1 prodotta localmente su licenza.
La vettura, pilotata e sviluppata da John Surtees (campione di Formula 1 del 1964), ottenne subito successi. Per la stagione successiva, il CanAm 1966, la vettura fu sviluppata nel telaio e nel motore Chevrolet che era già cresciuto nella cilindrata da 5 a 5,9 litri ed erogava 550 CV: denominata T70 Mk II, grazie alle sue accresciute doti di stabilità e facilità di guida Surtees vinse tre delle sei gare del campionato e il titolo, permettendo così al costruttore di ottenere anche un buon successo di vendite, con una quarantina di vetture vendute entro la fine dell'anno.

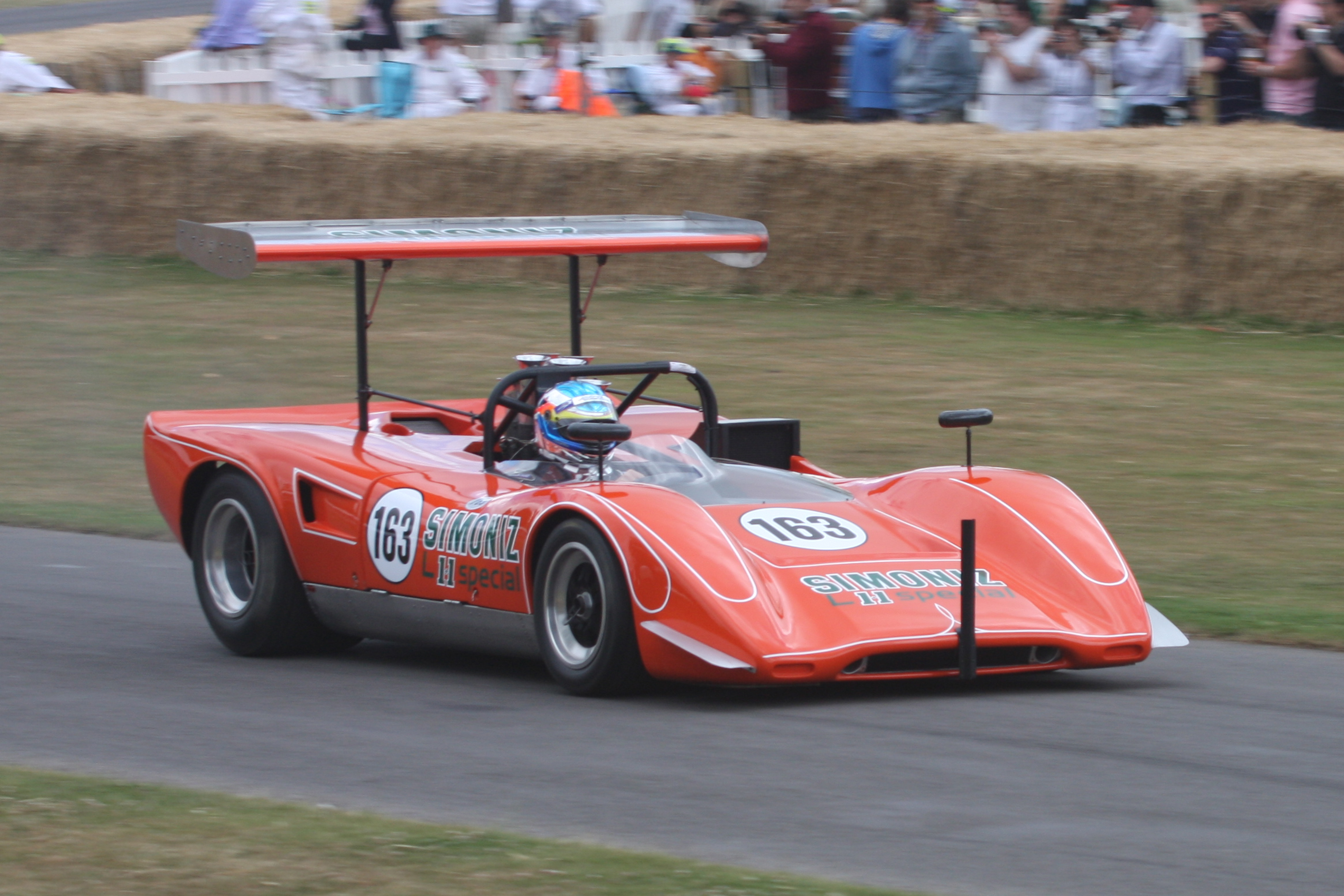
La T163, che sostituì la T70 Mk.II nel Campionato Can Am

Negli anni seguenti, la Lola impiegò le vetture T-160, T-163 e T-260, ma soffrì della concorrenza di McLaren e Porsche, che misero in pista vetture più competitive e non le permisero più di vincere nessun titolo fino alla chiusura del campionato per le Gruppo 7, avvenuta nel 1974.

### Team McLaren

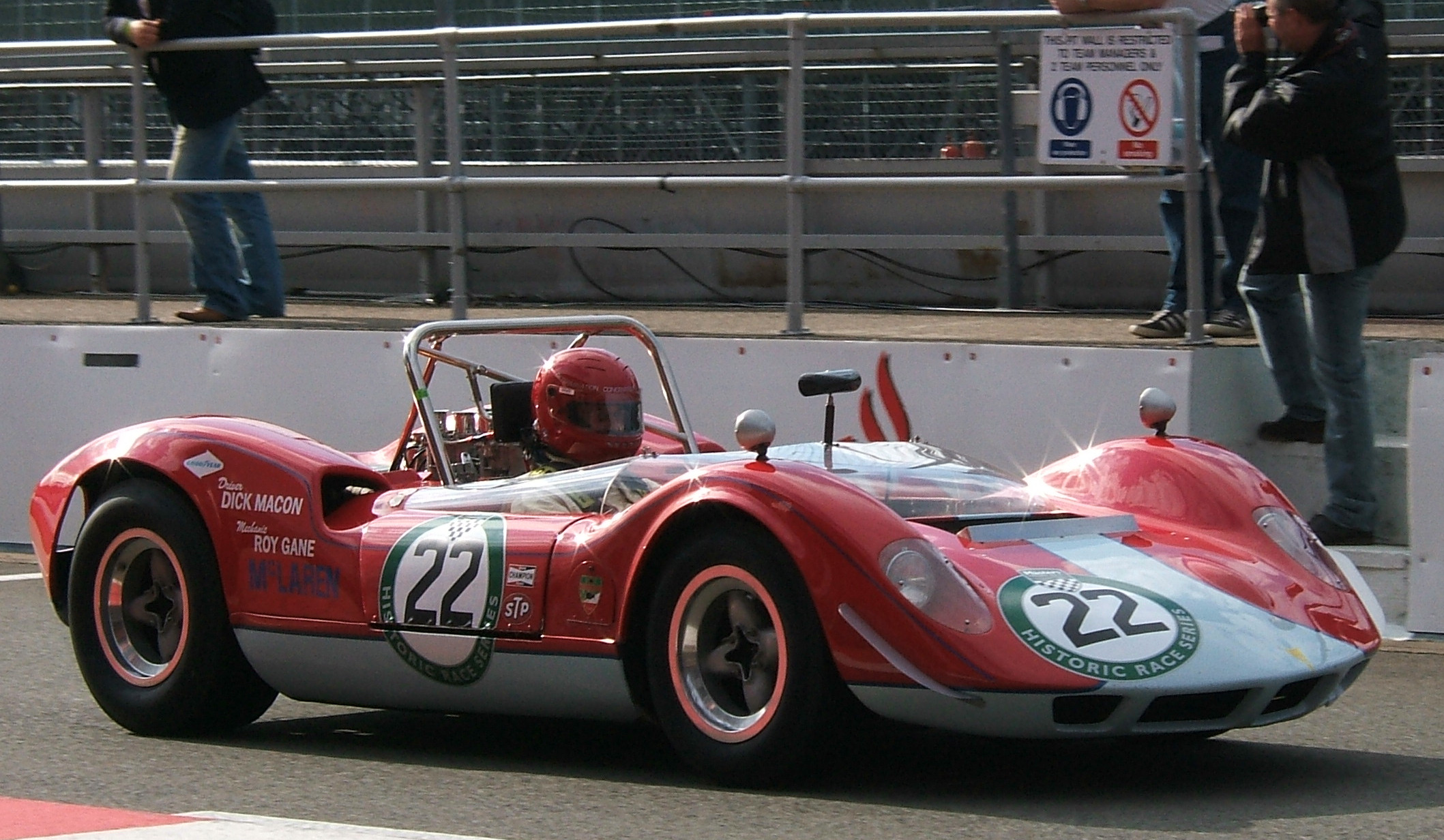
La McLaren M1A

Il team McLaren, il cui proprietario era Bruce McLaren, partecipò a queste competizioni presentando, a partire dal 1967, vetture espressamente realizzate per la CanAm.
Le prime auto con le quali aveva preso parte alla serie invece erano uno sviluppo delle vetture sport introdotte nel 1964 nelle gare del Nord America. Da queste nel 1966 furono sviluppate la M1A e la M1B. Queste vetture ufficiali furono portate in gara nello stesso anno da Bruce McLaren e Chris Amon.
Nel 1967 fu presentata la M6, la prima vettura McLaren costruita appositamente per partecipare alla CanAm. La vettura era arancione, colore che divenne il marchio del team.

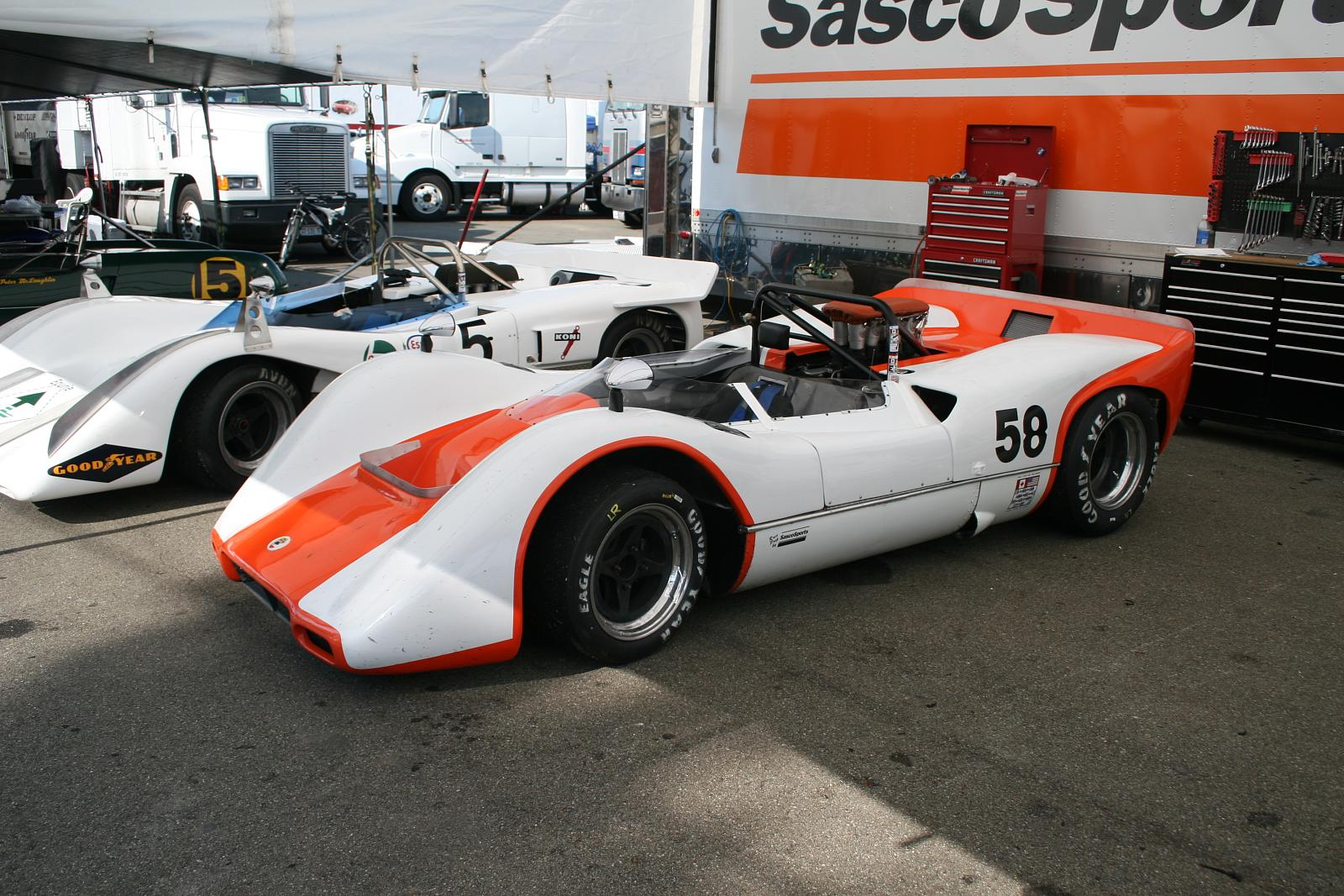
Le McLaren M6B e M8C

La M6 aveva un telaio monoscocca in alluminio che presentava sia caratteristiche innovative sia una grande cura nei dettagli. Il motore della M6 era il Chevrolet small-block costruito da George Boltoff che si rivelò estremamente affidabile. In quell'anno Dennis Hulme affiancò McLaren nelle competizioni.
Alla M6 seguì nel 1968 la M8A, un progetto totalmente nuovo. Si basava su un telaio che utilizzava il motore Chevrolet big-block quale elemento portante. La vettura fu seguita dallE M8B, M8C, M8D e dalla M20, sviluppi del telaio monoscocca in alluminio. Con queste vetture la McLaren dominò la CanAm dal 1968 al 1971 tanto da far soprannominare la serie, dal nome dei due piloti, il Bruce and Danny Show.
Sfortunatamente nel 1970 Bruce McLaren, durante alcuni test con la M8C sul circuito di Goodwood, perse la vita in un incidente. La parte posteriore della sua auto si staccò e la vettura divenne incontrollabile.
La McLaren cominciò ad interessarsi maggiormente alla Formula 1 e alla Indycar, categorie nelle quali coglierà altri successi.

### Chaparral
La Chaparral realizzata e pilotata da Jim Hall era una vettura assai innovativa. Jim Hall veniva dai successi nel campionato USRCC (United States Road Racing Championship).
La Chaparral serie 2 fu la vettura leader nella ricerca aerodinamica applicata alle competizioni. La sua evoluzione portò alla 2E del 1966, un progetto al quale seguì la 2G.
Nel 1969 la Chaparral presentò la 2H, la risposta al divieto introdotto dalla FIA all'utilizzo di ali mobili sulle vetture. La 2H indicò nuove vie nella ricerca della riduzione della resistenza aerodinamica ma non ottenne grandi successi.
La vettura successiva fu la 2J, l'esempio migliore di come si potesse realizzare una auto da competizione con le regole del Gruppo 7. La 2J era dotata di due motori: un Chevrolet big-block che forniva la potenza e un motore da motoslitta che azionava due ventole che aspiravano l'aria da sotto la vettura creando una deportanza simile a quella che si poteva ottenere montando gli alettoni. Sebbene si rivelasse troppo complessa per il duro ambiente delle corse, il concetto era assai interessante e fu ripreso, in Formula 1, dalla Lotus di Colin Chapman e dalla Brabham BT46 del 1978.

### Porsche
La Porsche partecipò alla Can-Am inizialmente con la 908 spider. La vettura però era sottopotenziata ed era utilizzata dai team che disponevano di risorse economiche limitate. La sua sola vittoria fu nel 1970 sul circuito di Road Atlanta.
Per rimediare a questa situazione fu utilizzata la 917PA, la versione scoperta della 917K con la quale la casa tedesca partecipava alla 24 Ore di Le Mans. Il suo motore boxer 12 cilindri aspirato era ancora poco potente in confronto alle altre vetture della serie.
Nel 1971 fu presentata la 917/10. La vettura manteneva il motore aspirato ma era più leggera e dalla linea più pulita. Con questa vettura Jo Siffert conquistò il quarto posto in campionato.
La vettura che la Porsche utilizzò nel 1972 fu la 917/10K, dotata di un motore piatto da 5 litri turbocompresso che forniva 900 CV (671 kW). La vettura era preparata da Roger Penske e guidata da Mark Donohue e George Follmer, e quell'anno vinse sei gare su nove.

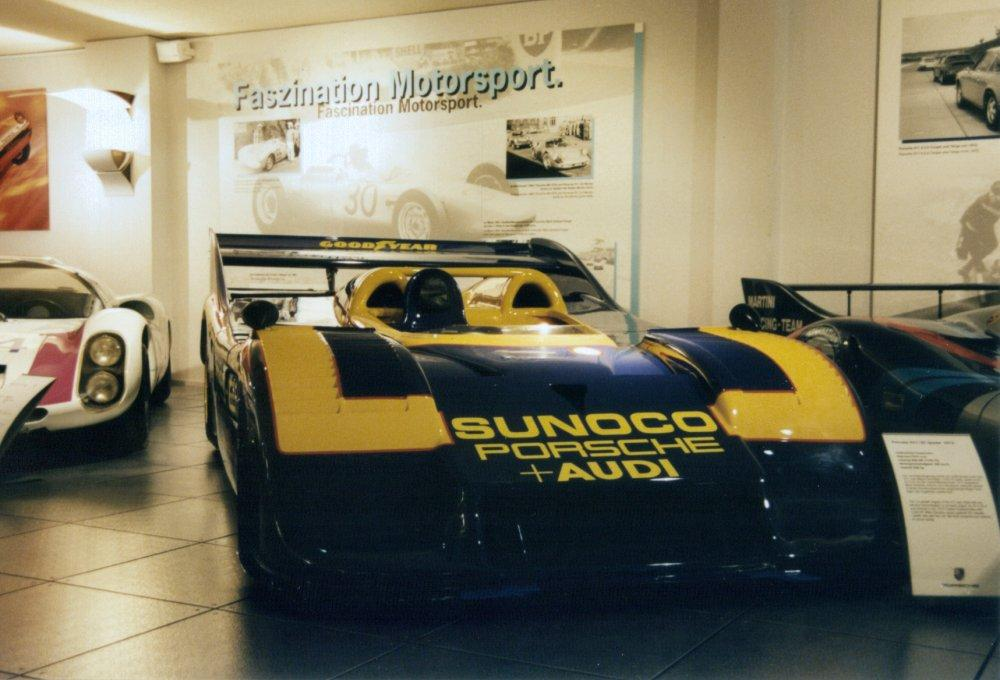
La Porsche 917/30 regina della categoria negli anni '70

Sempre nel 1972 fu presentata la 917/30. La cilindrata del motore era stata portata a 5,4 litri. La potenza era ora di 1.100 CV (820 kW) in assetto da gara, mentre in qualifica si poteva optare per un overboost (tramite un manettino posto nell'abitacolo) capace di innalzare ulteriormente la pressione di sovralimentazione, portando la potenza fino a 1570 CV. Tuttavia, per questioni di affidabilità, solitamente in qualifica si viaggiava con 1300-1350 CV. Per le sue prestazioni fu soprannominata Turbopanzer. La vettura vinse tutte le gare della stagione 1973. Successivamente, nel 1975, con Mark Donohue alla guida, la vettura sul circuito di Talladega infranse il record di velocità media sul giro portandolo a 356 km/h e sul rettilineo raggiunse i 385 km/h. Però con i suoi costi, forse la Porsche più costosa mai realizzata, contribuì al declino della Can-Am: gli avversari semplicemente non potevano permettersi vetture di quel livello. La 917/30 è rimasta nella storia, oltre che per aver "ucciso" il campionato Can-Am, anche per essere la vettura da competizione più potente.
Nel 1974 fu introdotta una nuova regola che limitava il consumo a 3 miglia per gallone U.S. (3,7 litri per 4,8 km - 1,3 km/l). La regola fu introdotta sia a causa della crisi petrolifera degli anni settanta che per cercare di limitare lo strapotere della 917/30.

### Ferrari

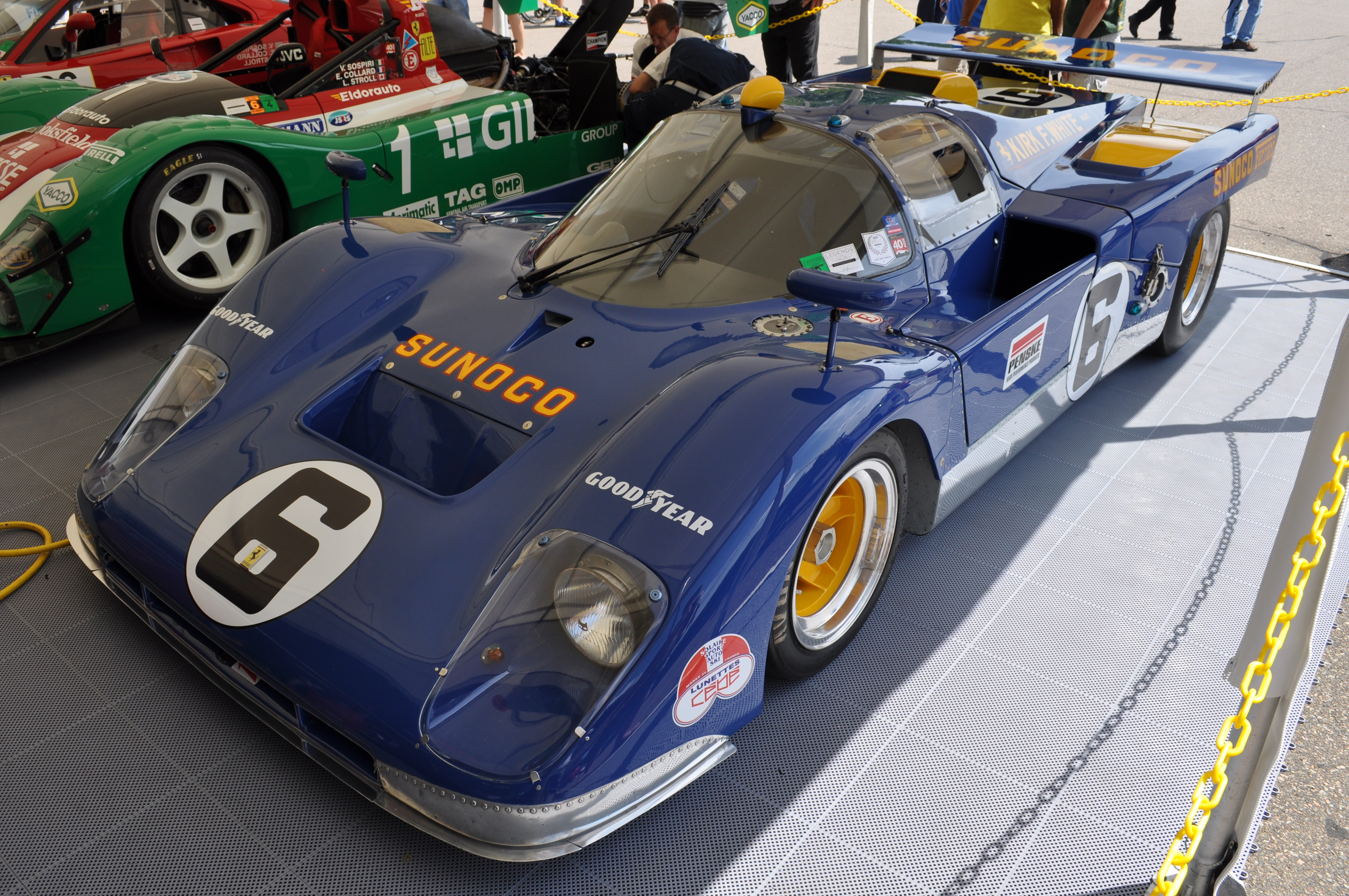
La 512 M del team Penske che corse nel campionato CanAm coi colori della Sunoco

Anche la Ferrari prese parte a questo campionato e nel 1968 furono modificate appositamente due 330 P4 (telai 0858 e 0860) portando il motore a 4,2 litri (480 CV) e denominate 350 Can Am. Sempre nel 1968 la Ferrari creò la 612 Can Am che con un motore di 6,2 litri e una potenza di oltre 620 CV fu una delle sue vetture più potenti mai costruite. L'avventura non ebbe però i risultati sperati e nonostante dopo due anni fosse stata realizzata anche la nuova 712 Can Am, derivata dalla 512 S e con motore dodici cilindri da 6,9 litri ed oltre 680 CV, non ci fu seguito ufficiale in questo campionato da parte della Ferrari. Una 512 M fu portata in gara dal team Penske, all'epoca sponsorizzato dalla Sunoco, senza però ottenere risultati di rilievo.

## Declino della CanAm
Con la fine della stagione 1974 la serie CanAm scomparve. Costi troppo elevati sia per il budget richiesto dallo sviluppo della serie sia dalla recessione economica. Anche l'interesse verso la serie diminuì. Per tre anni non si sentì più parlare di questa serie che fu reintrodotta nel 1977 dallo SCCA (Sports Car Club of America), desiderosa di dare una svolta al suo campionato di Formula 5000 che pativa il predominio delle vetture Lola.
Questa nuova CanAm si basava su regole differenti. In pratica le vetture erano telai monoposto ex Formula 5000 sui quali era stata montata una carrozzeria da vettura sport, e pertanto i team impegnati nel vecchio campionato non fecero altro che ricarrozzare le loro Lola T330 e T332 e tutto continuò come prima. Dopo un paio d'anni di assestamento il campionato esplose nel 1979, quando scesero in pista vetture come la Lola T530, la March 817, la VDS e la Frissbee, ma già nel biennio 1982-1983, con il crescente successo del Campionato CART, i migliori team vi si trasferirono, lasciando il campo ai comprimari: la competizione negli ultimi anni scese a livello di "gare club". Questa nuova serie pertanto non uguagliò la gloria della serie originaria scomparsa nel 1974. Il ricordo della CanAm, infatti, rimane legato alle potenti e veloci vetture, e ai suoi piloti.

## Albo d'oro
| Anno      | Pilota                 | Team                       | Auto                                    |
| --------- | ---------------------- | -------------------------- | --------------------------------------- |
| 1966      | John Surtees           | Team Surtees               | Lola T70-Chevrolet                      |
| 1967      | Bruce McLaren          | Bruce McLaren Motor Racing | McLaren M6A-Chevrolet                   |
| 1968      | Denny Hulme            | Bruce McLaren Motor Racing | McLaren M8A-Chevrolet                   |
| 1969      | Bruce McLaren          | Bruce McLaren Motor Racing | McLaren M8B-Chevrolet                   |
| 1970      | Denny Hulme            | Bruce McLaren Motor Racing | McLaren M8D-Chevrolet                   |
| 1971      | Peter Revson           | Bruce McLaren Motor Racing | McLaren M8F-Chevrolet                   |
| 1972      | George Follmer         | Penske Racing              | Porsche 917/10                          |
| 1973      | Mark Donohue           | Penske Racing              | Porsche 917/30KL                        |
| 1974      | Jackie Oliver          | Shadow Racing Cars         | Shadow DN4A-Chevrolet                   |
| 1975-1976 | Non disputato          | Non disputato              | Non disputato                           |
| 1977      | Patrick Tambay         | Haas-Jim Hall Racing       | Lola T333CS-Chevrolet                   |
| 1978      | Alan Jones             | Haas-Hall Racing           | Lola T333CS-Chevrolet                   |
| 1979      | Jacky Ickx             | Haas Racing                | Lola T333CS-Chevrolet                   |
| 1980      | Patrick Tambay         | Carl Haas Racing           | Lola T530-Chevrolet                     |
| 1981      | Geoff Brabham          | Team VDS                   | Lola T530-Chevrolet / VDS 001-Chevrolet |
| 1982      | Al Unser Jr.           | Galles Racing              | Frissbee GR3-Chevrolet                  |
| 1983      | Jacques Villeneuve Sr. | Canadian Tire              | Frissbee GR3-Chevrolet                  |
| 1984      | Michael Roe            | Don Walker                 | VDS 002-Chevrolet / VDS 004-Chevrolet   |
| 1985      | Rick Miaskiewicz       | Mosquito Autosport         | Frissbee GR3-Chevrolet                  |
| 1986      | Horst Kroll            | Kroll Racing               | Frissbee KR3-Chevrolet                  |

### Albo d'oro classe inferiore ai 2 litri
| Anno | Pilota       | Team                             | Auto              |
| ---- | ------------ | -------------------------------- | ----------------- |
| 1979 | Tim Evans    | Diversified Engineering Services | Lola T290-Ford    |
| 1980 | Gary Gove    | Pete Lovely VW                   | Ralt RT2-Hart     |
| 1981 | Jim Trueman  | TrueSports                       | Ralt RT2-Hart     |
| 1982 | Bertil Roos  | Elite Racing                     | Marquey CA82-Hart |
| 1983 | Bertil Roos  | Roos Racing School               | Scandia B3-Hart   |
| 1984 | Kim Campbell | Tom Mitchell Racing              | March 832-BMW     |
| 1985 | Lou Sell     | Sell Racing                      | March 832-BMW     |